# Henrikh Mkhitaryan
Henrikh Mkhitaryan (armeană Հենրիխ Մխիթարյան, n. 21 ianuarie 1989), este un fotbalist armean care joacă pentru echipa din Serie A, Inter Milano. Mkhitaryan este de asemenea membru al echipei naționale  a Armeniei, pentru care a jucat 39 de meciuri internaționale și a marcat 11 goluri (încă de la debutul său într-un meci amical cu Panama la 14 ianuarie 2007). El a fost adus în vara anului 2013 de la FC Shakhtar Donetsk, după un sezon foarte bun.
Mkhitaryan joacă de obicei ca mijlocaș ofensiv, dar poate juca și în bandă. Născut în Erevan, Mkhitaryan și-a început cariera de senior la clubul local Pyunik, la vârsta de 17 ani, și a jucat un rol important în parcursul echipei în campionatul intern, câștigând Prima Ligă a Armeniei de patru ori consecutiv și o Cupă Armeană. Jocul său a atras atenția echipei ucrainene Metalurg Donețk, unde a jucat pentru un sezon singular înainte de a se transfera în 2010 la multi-campioana Ucrainei din Premier Liga și rivala din oraș, Șahtior Donețk, pentru 6,1 milioane de euro.
În timpul petrecut la Șahtior, Mkhitaryan a devenit renumit pentru inteligența și pentru calitățile sale de marcator, fiind comparat cu Zinedine Zidane. Mkhitaryan a marcat sau a pasat decisiv la 0,75 de goluri pe meci la Shakhtar, fiind golgheterul campionatului în ediția 2012-2013 cu 25 de goluri, fiind de asemenea numit fotbalistul ucrainean al anului în campionatul ucrainean. După ce a obținut dubla campionat-cupă în trei din cele patru sezoane la Șahtior, jocul său din Ucraina a atras în cele din urmă atenția clubului german Borussia Dortmund, care a semnat cu jucătorul după lungi negocieri pentru suma de 27.500.000 €, făcându-l cel mai scump jucător armean din toate timpurile.
În Germania, Mkhitaryan a devenit recunoscut ca fiind unul dintre cei mai buni mijlocași din Europa, cu abilitățile sale de creator și marcator de goluri. Primul trofeu obținut la Dortmund a fost DFL-Supercup în 2014. În timpul următorului sezon, el a fost cel mai bun pasator din Bundesliga, cu 15 pase decisive, fiind al doilea cel mai bun pasator din Europa. După ce s-a clasat pe locul al doilea în Bundesliga pentru a doua oară consecutiv, Mkhitaryan s-a mutat în Anglia pentru a se alătura echipei Manchester United într-o tranzacție în valoare de 30 milioane de lire sterline (34,3 milioane de euro), devenind primul armean care a jucat vreodată în Premier League. Sezonul de debut al lui Mkhitaryan l-a văzut câștigând FA Shield Community, în care a marcat golul victoriei, dar și Europa League. Mkhitaryan a jucat un sezon și jumătate la Manchester, dar din cauza formei slabe și a nemulțumirilor legate de filosofia de joc a clubului, l-au făcut să semneze cu rivala Arsenal în 2018.
Mkhitaryan face parte din echipa națională a Armeniei încă din 2007. Este cel mai bun marcator al Armeniei, înscriind 27 de goluri în 82 de meciuri internaționale, precum și primul hat-trick marcat de un jucător pentru această reprezentativă. A fost numit cel mai bun fotbalist armean al anului de șapte ori, fiind distins în fiecare an începând cu 2009 (cu excepția anului 2010). A fost cel mai bun fotbalist al anului al Comunității Statelor Independente pentru anul 2012, devenind primul fotbalist armean care a fost numit cel mai bun jucător din țările post-sovietice. A primit din nou această distincție în anul 2013.

## Tinerețe
Mkhitaryan s-a născut la 21 ianuarie 1989 în capitala armeană sovietică Erevan avându-i ca părinți pe Marina Taschyan și Hamlet Mkhitaryan. Tatăl său a jucat pe postul de atacant pentru formația FC Ararat Erevan în anii '80, murind din cauza unei tumori pe creier la vârsta de 33 de ani, când Henrikh avea șapte ani. Mama lui, Marina Tașchian, era o rusoaică din Moscova.
Moartea tatălui său l-a afectat profund pe Mkhitaryan. El simte că dacă tatăl său ar fi fost încă în viață, „totul ar fi altfel”. I-a dat sfaturi utile din punct de vedere profesional. Oamenii care i-au urmărit pe Mkhitaryan și pe tatăl său spun că stilurile lor seamănă foarte mult. El a spus: „Cred ca ma vede și este mândru de mine...” Mama sa este șeful departamentului de echipe naționale din cadrul Federației Armeane de Fotbal, iar sora mai mare, Monica, lucrează pentru UEFA.
La începutul anilor '90, familia Mkhitaryan s-a mutat în Franța, unde Hamlet Mkhitaryan a jucat pentru echipa ASOA Valence, care nu mai există în prezent, cu care a promovat în a doua divizie. Mkhitaryan și-a petrecut o parte din copilărie în Valence. El și-a dorit din totdeauna să devină jucător de fotbal și ca tatăl său, urmărindu-l la antrenamente. Mkhitarienii s-au întors în Erevan în 1995. În același an, Mkhitaryan a jucat pentru o echipă de juniori a FC Pyunik. A absolvit Institutul de Cultură Fizică din Armenia. A studiat economia la filiala din Erevan a Institutului de la St. Petersburg. După absolvire, intenționa să studieze acolo dreptul. În 2003, Mkhitaryan, în vârstă de 14 ani, a dat probe pentru São Paulo din Brazilia, unde a jucat alături de Hernanes și Oscar. S-a întors la Pyunik în 2004, antrenorul Mihai Stoichiță insistând pentru întoarcerea sa în Armenia. Mkhitaryan îl consideră pe Zinedine Zidane ca fiind idolul său în fotbal.

## Cariera pe echipe

### Pyunik
Mkhitaryan a jucat pentru prima dată fotbal organizat la echipele de juniori ale FC Pyunik în 1995 și a primit primul salariu la vârsta de 15 ani. Ulterior, el a fost promovat la prima echipă a FC Pyunikului, făcându-și debutul la profesioniști în 2006 la vârsta de 17 ani. El a jucat ultima dată pentru club în sezonul 2009. În acel sezon a marcat 11 goluri în 10 meciuri de campionat. În cele patru sezoane la Pyunik, a câștigat Prima Ligă a Armeniei de patru ori (2006, 2007, 2008 și 2009). De asemenea, a câștigat de două ori Supercupa Armeaniei (2007 și 2009) și Cupa Armeaniei o dată (2009). Oficialii echipei naționale a Armeniei, dar și antrenorul echipei Pyunik, Vardan Minasian, au recunoscut că le-ar plăcea să-și vadă jucătorul vedetă „jucând într-un campionat mai puternic”. Minasyan a declarat că tânărul Henrikh era pe cale de a deveni o legendă. El a spus despre Mkhitaryan că „El poate câștiga meciurile de unul singur. El preia controlul jocului în momente cruciale și este o bucurie pentru el să înscrie.”
Datorită succesului său în Prima Ligă Armeană 2009 la FC Pyunik, a fost cumpărat de clubul ucrainean Premier League Metalurg Donețk.

### Metalurg Donețk

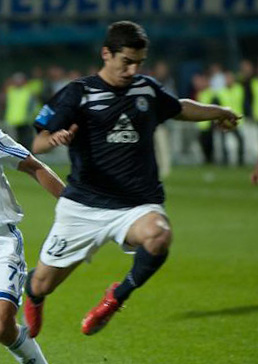
Mikhitarian jucând pentru Metalurg Donețk în 2009

Mkhitaryan s-a alăturat echipei Metalurg Donețk în 2009. El a înscris un gol chiar la debut, în victoria 3-0 împotriva echipei bieloruse FC Partizan Minsk, în Europa League pe 16 iulie 2009. La 19 iulie 2009, a debutat în campionat în remiza, scor 0-0 cu Dnipro Dnipropetrovsk. Primul gol în campionat a ajuns într-o egalitate de 2-2 cu Karpatî Liov pe 26 iulie 2009. La data de 6 august 2009, el a marcat primul gol în a doua manșă a meciului de Europa League jucat împotriva echipei slovene Interblock Ljubljana.
În următorul sezon, pe 14 iulie 2010, a fost numit căpitan al clubului la vârsta de 21 de ani, devenind cel mai tânăr căpitan din istoria lui Metalurg Donetsk. El a marcat primul gol al sezonului dintr-un penalty transformat în minutul 89 în victoria, scor 3-0, obținută în fața celor de la Obolon Kiev pe 16 iulie 2010, câștigat cu scorul de 2-1. Ultimul meci jucat în al doilea sezon a fost cel cu Dnipro de pe 30 august 2010. În cel de-al doilea sezon, a jucat opt meciuri și a marcat trei goluri, toate în campionat. El a jucat în total 37 de meciuri pentru Metalurg, marcând 12 goluri. În total a jucat 45 de meciuri pentru club, înscriind 16 goluri.

### Șahtior Donețk

#### Sezonul 2010-2011

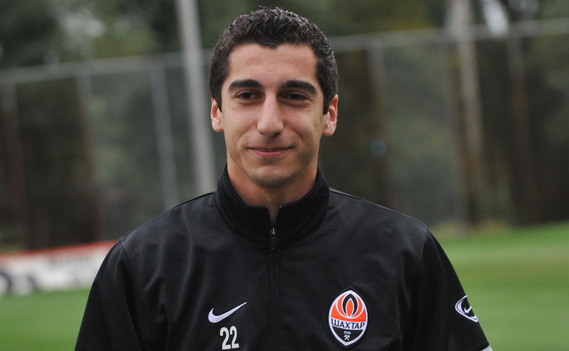
Mkhitaryan la Șahtior în 2010

Pe 30 august 2010 a fost vândut pentru 7,5 milioane de dolari la campioana Ucrainei Șahtior Donetsk. Înainte de a semna cu Șahtior, Mikhtaryan a fost în probe la echipa din Iran Pro League Mes Kerman, dar nu a fost păstrat de antrenorul principal Samad Marfavi. Debutul său a venit pe 10 septembrie 2010 în înfrângerea, scor 1-0 în deplasare la Obolon Kiev, fiind înlocuit în minutul 62 de Eduardo. La meciul său de debut pentru Șahtior, care a avut loc pe 19 septembrie 2010 și s-a jucat cu Tavria Simferopol, echipa sa a revenit de la 1-0, marcând patru goluri. El a marcat primul gol pentru club în acest meci. Trei zile mai târziu și-a făcut prima sa apariție în Cupa Ucrainei, marcând al doilea gol în victoria scor 6-0 cu Krîvbas. La 25 septembrie 2010, a câștigat o victorie cu întârziere de 2-1, în fața lui Metalist Harkiv  Mikhtaryan a jucat primul meci din carieră în Liga Campionilor pe 28 septembrie 2010, în fața lui Sporting Braga, câștigând cu 3-0. A jucat și în finala Cupei Ucrainei, 2-0 împotriva lui Dinamo Kiev, intrând în minutul 81 în locul lui Jádson. În primul său sezon la Șahtior, Mkhitaryan a câștigat campionatul, Cupa Ucrainei și Supercupa.

#### Sezonul 2011-2012
Pe 30 august 2010 a fost vândut pentru 7,5 milioane de dolari  la campioana Ucrainei Șahtior Donetsk. Înainte de a semna cu Șahtior, Mikhtaryan a fost în probe la echipa din Iran Pro League Mes Kerman, dar nu a fost păstrat de antrenorul principal Samad Marfavi. Debutul său a venit pe 10 septembrie 2010 în înfrângerea, scor 1-0 în deplasare la Obolon Kiev, fiind înlocuit în minutul 62 de Eduardo. La meciul său de debut pentru Șahtior, care a avut loc pe 19 septembrie 2010 și s-a jucat cu Tavria Simferopol, echipa sa a revenit de la 1-0, marcând patru goluri El a marcat primul gol pentru club în acest meci. Trei zile mai târziu și-a făcut prima sa apariție în Cupa Ucrainei, marcând al doilea gol în victoria scor 6-0 cu Krîvbas. La 25 septembrie 2010, a câștigat o victorie cu întârziere de 2-1, în fața lui Metalist Harkiv  Mikhtaryan a jucat primul meci din carieră în Liga Campionilor pe 28 septembrie 2010, în fața lui Sporting Braga, câștigând cu 3-0. A jucat și în finala Cupei Ucrainei, 2-0 împotriva lui Dinamo Kiev, intrând în minutul 81 în locul lui Jádson. În primul său sezon la Șahtior, Mkhitaryan a câștigat campionatul, Cupa Ucrainei și Supercupa.
În sezonul 2011-2012, Șahtior a câștigat Premier Ligae și Cupa Ucrainei. Mkhitaryan a marcat al treilea gol într-o victorie cu 4-0 împotriva lui Obolon Kiev în primul său meci din sezon. La 4 martie 2012, a marcat golul egalizator în partida cu Dnipro Dnipropetrovsk, încheiată cu scorul de 1-1. El a marcat singurul gol al victoriei din cupă cu Metalurh Zaporijia pe 11 aprilie 2012. La 6 mai 2012, el a jucat un rol important în victoria lui Șahtior, scor 2-1 cu fosta sa echipă Metalurg Donețk în finala Cupei Ucrainei, fiind înlocuit în minutul 62 de Douglas Costa. Într-un sondaj online realizat de site-ul oficial al lui Șahtior Donețk, Mkhitaryan a fost votat ca cel mai bun jucător al lui Șahtior în sezonul 2011-2012, cu aproximativ 38% din totalul voturilor. A marcat 11 goluri în 37 de meciuri, dintre care 10 goluri în 26 de meciuri de campionat. Șahtior a recâștigat Premier Liga și Cupa Ucrainei în sezonul 2011-2012.

#### Sezonul 2012-2013
Mkhitaryan a jucat în victoria Șahtiorului din Supercupa din 2012 câștigată cu 2-0 în fața lui Metalurg Donețk. În primul său meci din sezonul de Premier League 2012-2013, a marcat de două ori și a oferit două pase decisive în victoria cu 6-0 obținută în fața celor de la Arsenal Kiev. El a reușit un hat-trick împotriva lui Cernomoreț Odesa în victoria de 5-1, ajungând la 10 goluri în acest sezon în doar șase meciuri, egalându-și numărul de goluri din sezonul precedent. La 19 septembrie 2012, în primul meci al sezonului din grupele Liga Campionilor, Mkhitaryan a înscris de două ori într-o victorie cu 2-0 în fața campioanei Danemarcei Nordsjælland. A fost prima dată când a marcat un gol în Liga Campionilor și a fost numit Omul meciului. El a fost numit, de asemenea, în echipa de săptămânii a Ligii Campionilor, după meciul cu Nordsjælland. La 16 martie 2013, Mkhitaryan a jucat al 100-lea meci în Premier Liga într-un meci împotriva lui Cernomoreț Odesa.
La 11 mai 2013, Mkhitaryan a marcat golurile cu numărul 23 și 24 din campionat în victoria scor 5-0 cu Tavria. Cu aceste goluri a stabilit un record în Prima Ligă din Ucraina, fiind jucătorul care a marcat cele mai multe goluri într-un sezon. Mkhitaryan a terminat sezonul cu 25 de goluri în campionat, iar mijlocașul atacat a fost lăudat pentru tehnica și dedicarea sa.

### Borussia Dortmund

#### Sezonul 2013-2014
La 25 iunie 2013, Borussia Dortmund a făcut o ofertă de 25 de milioane de euro (30 de milioane de dolari), dar președintele lui Șahtior Donețk Serghei Palkin a cerut 30 de milioane de€   milioane (36 de milioane $). În aceeași conferință de presă, Palkin a confirmat achiziția brazilianului Fred de la Sport Club Internacional pentru 15 milioane € (12,5 milioane £), aduc ca înlocuitor pentru Mkhitaryan. La 5 iulie 2013, s-a raportat că Borussia Dortmund a reușit să ajungă la un acord cu Șahtior, iar Mkhitaryan s-a dus în Germania pentru a efectua vizita medicală. La 8 iulie 2013, Borussia Dortmund a anunțat că a fost pregătită să semneze un contract de patru ani cu Mkhitaryan pentru 25 de milioane de euro (21,5 milioane £) Oficialii lui Șahtior și ai Borussiei „au rezolvat toate formalitățile necesare” și au convenit asupra sumei de 27,5 milioane de euro, devenind cea mai scumpă achiziție din istoria clubului.
A debutat pentru Borussia într-un meci amical jucat împotriva lui FC Basel pe 10 iulie 2013, dându-i o pasă de gol lui Marco Reus în minutul 11 și marcând primul său gol pentru club după 16 minute, ajutând echipa să câștige cu 3-1 pe St. Jakob-Park. La unul din aceste meciuri amicale Mkhitaryan s-a accidentat și nu a putut participa la DFL-Supercup 2013, pe care clubul său a câștigat-o. Mkhitaryan a debutat la Dortmund după trei săptămâni de pauză în Bundesliga 2013-2014 pe 18 august 2013, într-o victorie acasă asupra lui Eintracht Braunschweig de pe Signal Iduna Park. Primele două goluri ale lui Mkhitaryan din Bundesliga au fost cele din victoria cu 2-1 pe Eintracht Frankfurt care au menținut-o pe Dortmund pe primul loc în Bundesliga. Primul gol în Liga Campionilor pentru Dortmund a fost într-o victorie, scor  2-1 împotriva lui Arsenal.
Mkhitaryan și-a terminat sezonul cu nouă goluri și zece pase decisive în Bundesliga și a fost inclus în echipa WhoScored a sezonului în Bundesliga. Echipa sa terminat pe poziția a doua îm Bundesliga 2013-2014 și a ajuns în finala DFB-Pokal 2013-2014.

#### Sezonul 2014-2015
Primul trofeu câștigat de Mkhitaryan la Dortmund a fost Supercupa din 2014, marcând primul gol în victoria cu 2-0 cu Bayern München. În septembrie 2014, Mkhitaryan a suferit o accidentare care l-a făcut indisponibil timp de o lună iar la 13 decembrie 2014 s-a accidentat din nou. A marcat al doilea gol al victoriei cu 3-0 împotriva rivalilor Schalke 04 la 28 februarie 2015.

#### Sezonul 2015-2016
Pe 6 august 2015, Dortmund a jucat împotriva lui Wolfsberger AC în al treilea tur preliminar al Europa League, primul meci al lui Thomas Tuchel acasă ca antrenor. Spre finalul meciului Mkhitaryan a marcat un hat-trick pentru victoria cu 5-0, 6-0 la general. Trei zile mai târziu, a marcat al doilea gol într-o victorie scor 2-0 cu clubul de 3. Liga Chemnitzer FC în prima rundă a DFB-Pokal. La 15 august 2015, Mkhitaryan a marcat o dublă într-o victorie cu 4-0 împotriva lui Borussia Mönchengladbach în primul meci al sezonului. Cinci zile mai târziu a marcat golul câștigător, cu Dortmund revenind de la 3-0 la 3-4 în meciul cu Odds BK din turul play-off-ului din Europa League.
În a doua rundă a cupei naționale din 28 octombrie 2015, Mkhitaryan a marcat ultimul gol al partidei câștigate cu 7-1 în fața lui SC Paderborn 07. Opt zile mai târziu, a marcat în victoria scor 4-0 de acasă cu FK Qäbälä, asigurându-și un loc in șaisprezecimile Ligii Europei.
La 20 aprilie 2016, Mkhitaryan a fost unul dintre cei trei marcatori ai Borussiei, care a câștigat cu 3-0 cu Hertha BSC în semifinala DFB-Pokal.
La sfârșitul sezonului, Mkhitaryan a fost votat de către ceilalți jucători drept jucătorul sezonului în Bundesliga. A terminat campionatul ca cel mai bun pasator, cu 15 pase decisive.

#### Manchester United

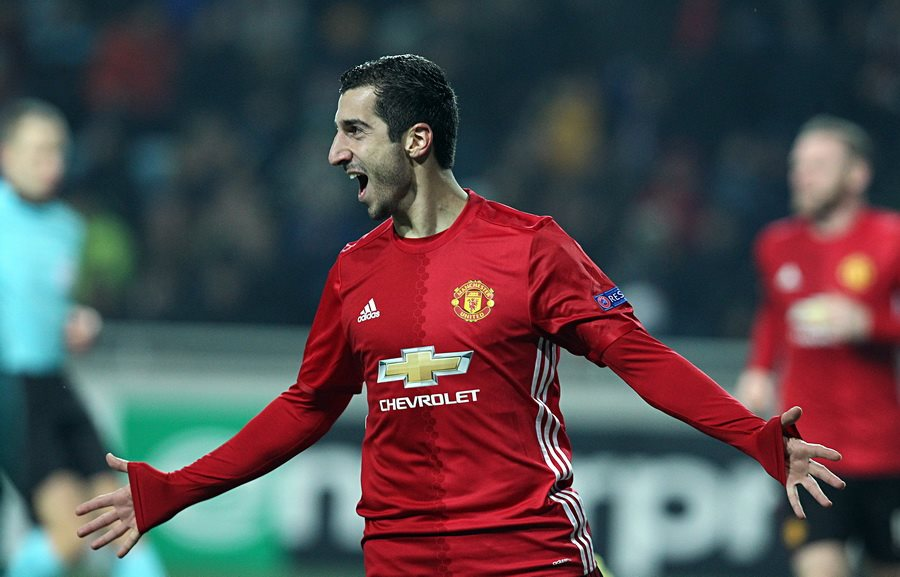
Mkhitaryan sărbătorind după marcarea unui gol pentru Manchester United în 2016.

La 2 iulie 2016, directorul executiv al Dortmund, Hans-Joachim Watzke, a declarat că vânzarea lui Mkhitaryan către Manchester United din Anglia ar fi inevitabilă, deoarece jucătorul ar pleca gratis dacă ar mai rămâne un an. Patru zile mai târziu, Mkhitaryan a semnat contract pe patru ani pentru o sumă de transfer care nu a fost cunoscută exact, cuprinsă între 27 și 30 de milioane de lire sterline cu opțiunea de prelungire pentru încă un an. A devenit primul armean care a jucat pentru un club din Premier League.
Mkhitaryan și-a făcut debutul într-o victorie scor 2-0 într-un meci de pre-sezon împotriva lui Wigan Athletic la 15 iulie 2016. La 7 august 2016, el și-a făcut debutul într-un meci oficial în minutele de prelungire ale meciului câștigat de dracii roșii cu 2-1 împotriva lui Leicester City în FA Community Shield 2016. El a devenit primul armean care a jucat în Premier League, reușind acest lucru pe 14 august 2016, când l-a înlocuit pe Juan Mata, în minutul 75, într-o victorie cu 3-1 împotriva Bournemouth. El a jucat pentru prima dată titular în Premier League pentru Manchester United în derby-ul Manchesterului, la 10 septembrie 2016, dar a fost înlocuit la pauză.
La 8 decembrie 2016, Mkhitaryan a marcat primul său gol pentru club, în partida cu Zarea Luhansk, în ultimul meci al grupelor jucat Manchester United în Europa League. Trei zile mai târziu, în următorul meci al lui United, Mkhitaryan a marcat primul său gol în Premier League (și primul său gol pe Old Trafford) într-o victorie cu 1-0 cu Tottenham Hotspur; cu toate acestea, el a fost înlocuit în a doua repriză în urma unei accidentări suferite după o intrare dură a lui Danny Rose. A jucat din nou pentru Manchester două meciuri mai târziu, intrând de pe bancă și marcând al treilea gol al lui United împotriva lui Sunderland, cu o lovitură scorpion pe care a descris-o drept cel mai frumos gol pe care l-a marcat vreodată. El a înscris în finala Ligii Europa 2017 ajutând-o pe Manchester United să o învingă Ajax cu 2-0, și a devenit primul armean care a câștigat un trofeu european major.
În primele trei meciuri din sezonul 2017-18 de Premier League, Mkhitaryan a egalat un record mai vechi, dând cinci pase decisive. Cu toate acestea a intrat într-un con de umbră și nu a mai fost titular de la victoria lui United scor 4-1 cu Newcastle United.

### Arsenal
La 22 ianuarie 2018, Arsenal a anunțat transferul lui Mkhitaryan de la Manchester United, ca parte a unui schimb de jucători, cu Alexis Sánchez fiind trimis la Machester. La 3 februarie 2018, el a jucat primul meci pentru Arsenal în victoria scor 5-1 de pe teren propriu peste Everton, dând trei pase de gol. Mkhitaryan și-a revenit din accidentare chiar în meciul cu fosta sa echipă, Manchester United, pe Old Trafford, marcând singurul gol al lui Arsenal în meciul pierdut de tunari cu 2-1, refuzând să sărbătorească golul din respect față de fosta sa echipă.

## Cariera internațională
Mkhitaryan a debutat pentru echipa națională a Armeniei într-un meci amical cu Panama la 14 ianuarie 2007.
El a marcat șase goluri pentru Armenia în preliminariile UEFA Euro 2012, grupa B, devenind astfel cel mai bun marcator din acea grupă. Deși Armenia nu s-a calificat la turneul final al UEFA Euro 2012, performanțele lui Mkhitaryan l-au făcut să fie numit în Dream Team-ul calificărilor pentru UEFA Euro 2012 cu șase goluri.
La 10 septembrie 2013, în lipsa portarului Roman Berezovski, care era căpitanul echipei, Mkhitaryan a purtat banderola pentru prima dată, însă echipa sa a pierdut meciul cu Danemarca cu scorul de 0-1, contând pentru calificările la Cupa Mondială din 2014. El a devenit cel mai bun marcator din istoria echipei naționale armene, după ce a marcat al 12-lea gol pentru echipa națională într-o înfrângere suferită în fața Italiei, scor 1-3, pe 15 octombrie, astfel depășindu-l pe Artur Petrosian, care marcase 11 goluri.
Pe 27 mai 2014 a marcat de două ori în meciul amical cu Emiratele Arabe Unite de pe Stade de la Fontenette din Carouge, Elveția, încheiat cu scorul de 4-3. Doi ani și o zi mai târziu, a marcat primul hat-trick internațional al Armeniei într-o partidă jucată împotriva Guatemalei la Los Angeles, câștigată de armeni cu scorul de 7-1.

## Stilul de joc
Mkhitaryan este un mijlocaș ofensiv, care este de asemenea capabil să joace ca un al doilea atacant sau ca un extremă. El excelează jucând în zona centrală din spatele atacanților, având rol de coordonator și de pasator pentru coechipierii din careu. El este cunoscut pentru abilitatea sa de a trage după el apărătorii adverși pentru a creea spații pentru colegii săi pe care să le poată exploata, ceea ce duce la șanse de gol, datorită mișcărilor sale ofensive, a tehnicii și a viziunii. Mkhitaryan a fost, de asemenea, lăudat pentru pasele sale precise, dribling, creativitate, controlul mingii și pentru efortul depus, precum și pentru rolul de pasator decisiv; abilitățile și trucurile pe care le aplică când se află la balon îi permit să treacă ușor de fundași în situații unu contra unu. Mai mult, are și un șut precis.
În timpul sezonului 2012-2013, fostul fotbalist scoțian Pat Nevin a spus despre Mkhitaryan: „Unsprezece goluri în opt meciuri de ligă sunt deja fantastice, dar când adăugați că este mijlocaș, este fenomenal. S-ar putea să nu fi auzit încă de el, chiar dacă toți scouterii de la cluburile europene de top au făcut-o, dar veți auzi de el cât de curând. Are ritm, talent, un șut rachetă și capacitatea de a ajunge în careu ca Frank Lampard.Toate acestea îl fac un jucător care trebuie luat în primire sau marcat mult mai strâns.”

## Viața personală

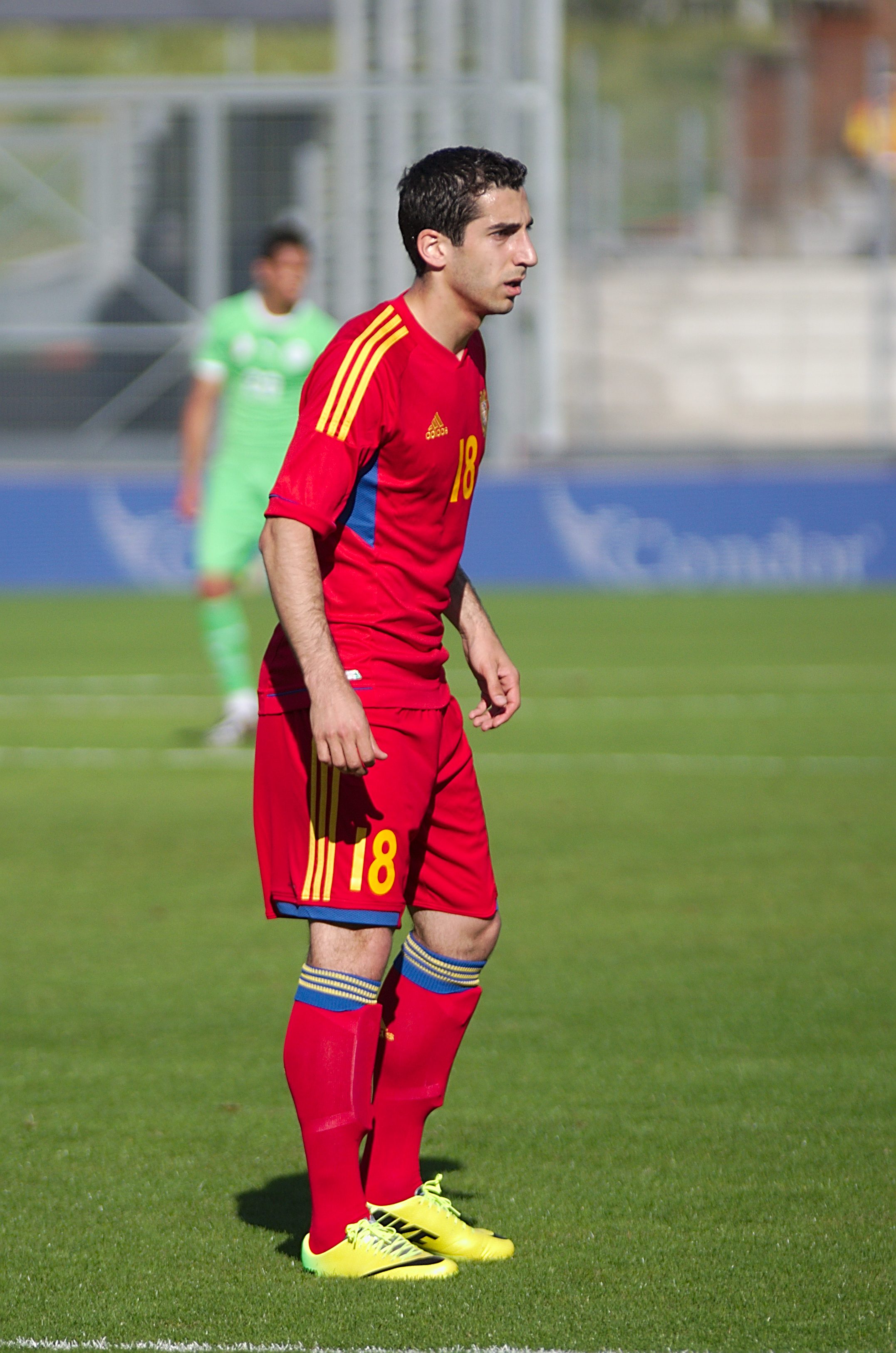
Mkhitaryan cu Armenia în 2014

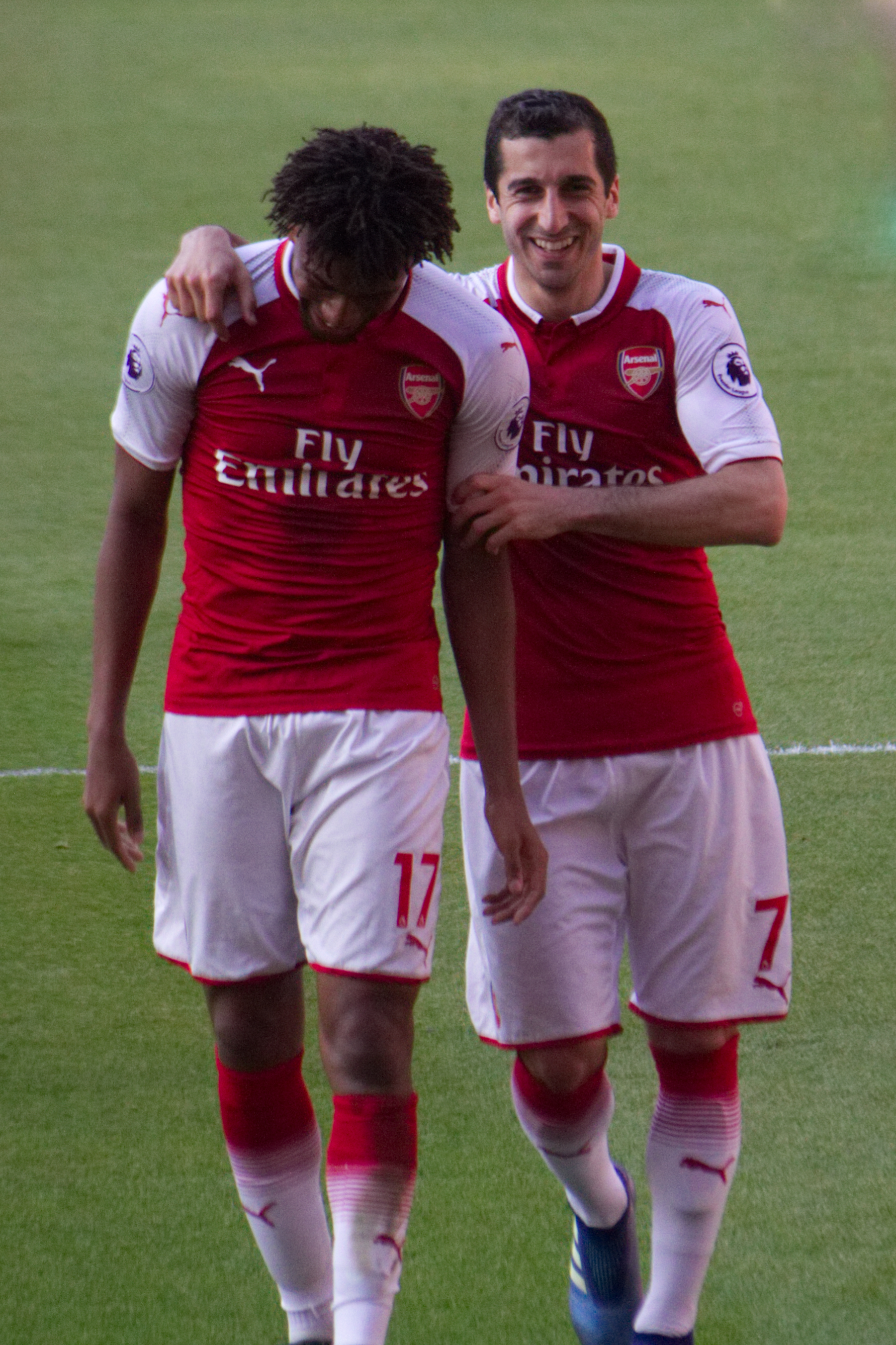
Mkhitaryan (dreapta) cu Alex Iwobi jucând pentru Arsenal în 2018.

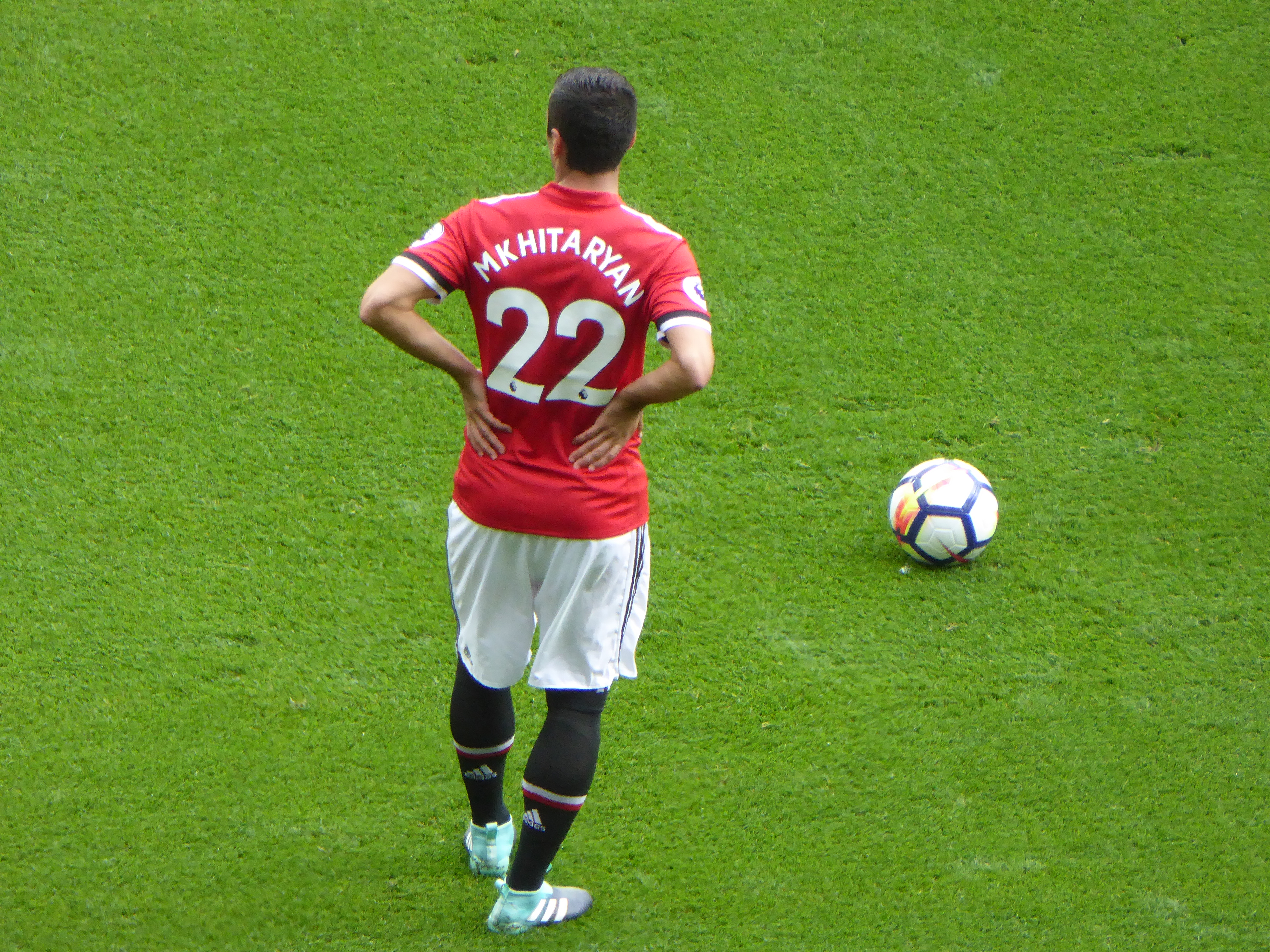
Mkhitaryan se pregătește să execute o lovitură liberă împotriva lui West Ham United în timpul unui meci din sezonul 2017-2018

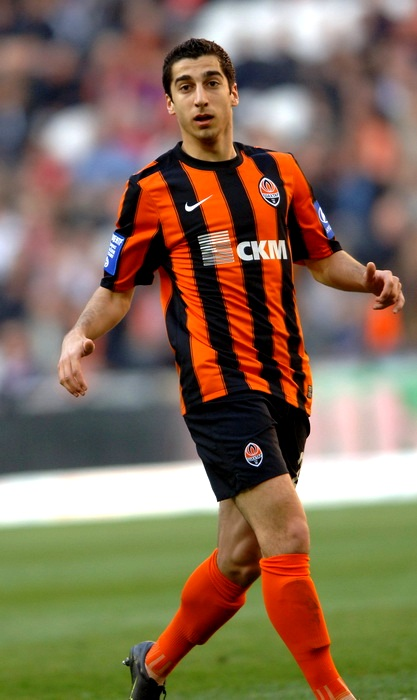
Mkhitaryan jucând pentru Șahtior Donetsk în 2011

Mkhitaryan a fost poreclit Heno (Հենո), prescurtare de la Henrikh, de către fanii săi din Armenia, apreciind această poreclă diminutiv.
Curând după ce s-a alăturat echipei Borussia Dortmund, el a fost adesea poreclit Micki de către fani din toată lumea. Mkhitaran nu a fost de acord cu acest lucru și ia cerut personal fanilor să respecte numele de familie armean, spunând: „Am venit într-o țară străină și respect legile și tradițiile ei, așa că vreau și eu ca ei să respecte dragostea mea față de patria mamă și de rădăcinile mele. Nu mă voi adapta și nu voi schimba nimic. O să înscriu goluri, atunci își vor aminti cu siguranță numele.” El a dezvăluit într-un interviu că managerul Borussiei, Jürgen Klopp, i-a dat porecla, deoarece numele lui este prea lung pentru a fi pronunțat, iar el i-a răspuns că poate folosi acea poreclă. Contul său verificat de Instagram poartă numele de micki_taryan.
Mkhitaryan este un poliglot care vorbește șapte limbi: armeană, franceză, portugheză, rusă, ucraineană, engleză și germană. El îi atribuie cunoștințele sale de limbă rusă bunicii sale materne, care era de origine rusă. A învățat primele trei limbi în copilărie, în timp ce pe ultimele patru le-a deprins când a început să joace în Ucraina, Germania și Anglia. Pe stadionul Șahtiorului, Donbass Arena, după fiecare gol marcat se difuzează un fragment dintr-o melodie din țara din care face parte jucătorul care a marcat. După fiecare gol marcat de Mkhitaryan, la stația de difuzare a fost redată piesa „Dansul săbiilor” de compozitorul armean Aram Haciaturian. Acest cântec a devenit foarte popular în Donețk din cauza lui Mkhitaryan care înscria des.
În 2012, prin decizia Consiliului orașului Erevan și în legătură cu cea de-a 2.794-a aniversare a orașului, Mkhitaryan a primit titlul de „Cetățean de onoare al orașului Erevan” pentru succesul său în fotbal și realizările sale deosebite în domeniul sportului.
Mkhitaryan a vizitat făcut trei vizite caritabile în Arțah. În decembrie 2011, Mkhitaryan a vizitat Stepanakertul, capitala teritoriului disputat și a donat familiilor soldaților căzuți la datorie cadouri. Ulterior, a primit medalia NKR din partea primului-ministru.

## Statistici privind cariera

### Club
Până pe 2 mai 2019
| Club              | Sezon         | Ligă                  | Ligă    | Ligă   | Cupă națională | Cupă națională | Cupa Ligii | Cupa Ligii | Continental | Continental | Altele  | Altele | Total   | Total  |
| Club              | Sezon         | Divizie               | Meciuri | Goluri | Meciuri        | Goluri         | Meciuri    | Goluri     | Meciuri     | Goluri      | Meciuri | Goluri | Meciuri | Goluri |
| ----------------- | ------------- | --------------------- | ------- | ------ | -------------- | -------------- | ---------- | ---------- | ----------- | ----------- | ------- | ------ | ------- | ------ |
| Pyunik            | 2006          | Prima Ligă Armeană    | 12      | 1      | 0              | 0              | —          | —          | —           | —           | —       | —      | 12      | 1      |
| Pyunik            | 2007          | Prima Ligă Armeană    | 24      | 12     | 0              | 0              | —          | —          | 4           | 0           | —       | —      | 28      | 12     |
| Pyunik            | 2008          | Prima Ligă Armeană    | 24      | 6      | 5              | 3              | —          | —          | 2           | 0           | —       | —      | 31      | 9      |
| Pyunik            | 2009          | Prima Ligă Armeană    | 10      | 11     | 6              | 2              | —          | —          | —           | —           | —       | —      | 16      | 13     |
| Pyunik            | Total         | Total                 | 70      | 30     | 11             | 5              | —          | —          | 6           | 0           | —       | —      | 87      | 35     |
| Metalurg Donețk   | 2009–2010     | Prima Ligă Ucraineană | 29      | 9      | 2              | 0              | —          | —          | 6           | 4           | —       | —      | 37      | 13     |
| Metalurg Donețk   | 2010–2011     | Prima Ligă Ucraineană | 8       | 3      | 0              | 0              | —          | —          | —           | —           | —       | —      | 8       | 3      |
| Metalurg Donețk   | Total         | Total                 | 37      | 12     | 2              | 0              | —          | —          | 6           | 4           | —       | —      | 45      | 16     |
| Șahtior Donețk    | 2010–11       | Prima Ligă Ucraineană | 17      | 3      | 3              | 1              | —          | —          | 7           | 0           | —       | —      | 27      | 4      |
| Șahtior Donețk    | 2011–12       | Prima Ligă Ucraineană | 26      | 10     | 4              | 1              | —          | —          | 6           | 0           | 1       | 0      | 37      | 11     |
| Șahtior Donețk    | 2012–2013     | Prima Ligă Ucraineană | 9       | 25     | 4              | 2              | —          | —          | 8           | 2           | 1       | 0      | 42      | 29     |
| Șahtior Donețk    | Total         | Total                 | 72      |        | 11             | 4              | —          | —          | 21          | 2           | 2       | 0      | 106     | 44     |
| Borussia Dortmund | 2013–14       | Bundesliga            | 31      | 9      | 5              | 2              | —          | —          | 10          | 2           | 0       | 0      | 46      | 13     |
| Borussia Dortmund | 2014–2015     | Bundesliga            | 28      | 3      | 6              | 1              | —          | —          | 7           | 0           | 1       | 1      | 42      | 5      |
| Borussia Dortmund | 2015–2016     | Bundesliga            | 31      | 11     | 6              | 5              | —          | —          | 15          | 7           | —       | —      | 52      | 23     |
| Borussia Dortmund | Total         | Total                 | 90      | 23     | 17             | 8              | —          | —          | 32          | 9           | 1       | 1      | 140     | 41     |
| Manchester United | 2016–17       | Premier League        | 24      | 4      | 3              | 1              | 2          | 0          | 11          | 6           | 1       | 0      | 41      | 11     |
| Manchester United | 2017–2018     | Premier League        | 15      | 1      | 1              | 0              | 1          | 0          | 4           | 1           | 1       | 0      | 22      | 2      |
| Manchester United | Total         | Total                 | 39      | 5      | 4              | 1              | 3          | 0          | 15          | 7           | 2       | 0      | 63      | 13     |
| Arsenal           | 2017–18       | Premier League        | 11      | 2      | —              | —              | —          | —          | 6           | 1           | —       | —      | 17      | 3      |
| Arsenal           | 2018–2019     | Premier League        | 23      | 6      | 0              | 0              | 3          | 0          | 10          | 0           | —       | —      | 36      | 6      |
| Arsenal           | Total         | Total                 | 34      | 8      | 0              | 0              | 3          | 0          | 16          | 1           | —       | —      | 53      | 9      |
| Total carieră     | Total carieră | Total carieră         | 339     | 116    | 45             | 18             | 6          | 0          | 96          | 23          | 5       | 1      | 492     | 156    |

1. 1 2 3 4 5 6 7 8  Meciuri în Liga Campionilor UEFA
2. 1 2 3 4 5  Meciuri în UEFA Europa League
3. 1 2  Meciuri în Supercupa Ucrainei
4. ↑  Meciuri în DFL-Supercup
5. ↑  Meciuri în Community Shield
6. ↑  Meciuri în Supercupa Europei

### La națională
Până pe 26 martie 2019 
| Armenia | Armenia | Armenia |
| An      | Meciuri | Goluri  |
| ------- | ------- | ------- |
| 2007    | 2       | 0       |
| 2008    | 5       | 0       |
| 2009    | 7       | 1       |
| 2010    | 5       | 3       |
| 2011    | 8       | 4       |
| 2012    | 8       | 2       |
| 2013    | 8       | 2       |
| 2014    | 7       | 4       |
| 2015    | 6       | 0       |
| 2016    | 5       | 3       |
| 2017    | 9       | 6       |
| 2018    | 10      | 1       |
| 2019    | 2       | 1       |
| Total   | 82      | 27      |

### Goluri la națională
Golurile marcate de Mkhitaryan la națională.
| No. | Dată              | Stadion                                                      | Selecție | Adversar                   | Scor | Rezultat | Competiție                            |
| --- | ----------------- | ------------------------------------------------------------ | -------- | -------------------------- | ---- | -------- | ------------------------------------- |
| 1.  | 28 martie 2009    | Stadionul Republican Vazgen Sargsian, Erevan, Armenia        | 9        | Estonia                    | 1–0  | 2–2      | Calificări Cupa Mondială 2010         |
| 2.  | 25 mai 2010       | Stadionul Republican Vazgen Sargsian, Erevan, Armenia        | 15       | Uzbekistan                 | 1–0  | 3–1      | Amical                                |
| 3.  | 8 octombrie 2010  | Stadionul Republican Vazgen Sargsian, Erevan, Armenia        | 18       | Slovacia                   | 3–1  | 3–1      | Calificări UEFA Euro 2012             |
| 4.  | 12 octombrie 2010 | Stadionul Republican Vazgen Sargsian, Erevan, Armenia        | 19       | Andorra                    | 2–0  | 5–0      | Calificări UEFA Euro 2012             |
| 5.  | 2 septembrie 2011 | Estadi Comunal d'Andorra la Vella, Andorra la Vella, Andorra | 24       | Andorra                    | 3–0  | 3–0      | Calificări UEFA Euro 2012             |
| 6.  | 6 septembrie 2011 | Štadión pod Dubňom, Žilina, Slovacia                         | 25       | Slovacia                   | 2–0  | 4–0      | Calificări UEFA Euro 2012             |
| 7.  | 7 octombrie 2011  | Stadionul Republican Vazgen Sargsian, Erevan, Armenia        | 26       | Macedonia de Nord          | 3–1  | 4–1      | Calificări UEFA Euro 2012             |
| 8.  | 11 octombrie 2011 | Aviva Stadium, Dublin, Irlanda                               | 27       | Republica Irlanda          | 1–2  | 1–2      | Calificări UEFA Euro 2012             |
| 9.  | 12 octombrie 2012 | Stadionul Republican Vazgen Sargsian, Erevan, Armenia        | 34       | Italia                     | 1–1  | 1–3      | Calificări Cupa Mondială 2014         |
| 10. | 14 noiembrie 2012 | Stadionul Republican Vazgen Sargsian, Erevan, Armenia        | 35       | Lituania                   | 3–0  | 4–2      | Amical                                |
| 11. | 11 iunie 2013     | Parken Stadium, Copenhaga, Danemarca                         | 39       | Danemarca                  | 4–0  | 4–0      | Calificări Cupa Mondială 2014         |
| 12. | 15 octombrie 2013 | Stadio San Paolo, Napoli, Italia                             | 43       | Italia                     | 2–1  | 2–2      | Calificări Cupa Mondială 2014         |
| 13. | 27 mai 2014       | Stade de la Fontenette, Carouge, Elveția                     | 45       | Emiratele Arabe Unite      | 2–1  | 4–3      | Amical                                |
| 14. | 27 mai 2014       | Stade de la Fontenette, Carouge, Elveția                     | 45       | Emiratele Arabe Unite      | 3–2  | 4–3      | Amical                                |
| 15. | 6 iunie 2014      | Coface Arena, Mainz, Germania                                | 47       | Germania                   | 1–1  | 1–6      | Amical                                |
| 16. | 7 septembrie 2014 | Stadionul Parken, Copenhaga, Danemarca                       | 49       | Danemarca                  | 1–0  | 1–2      | Calificări UEFA Euro 2016             |
| 17. | 29 mai 2016       | StubHub Center, Los Angeles, Statele Unite                   | 58       | Guatemala                  | 1–1  | 7–1      | Amical                                |
| 18. | 29 mai 2016       | StubHub Center, Los Angeles, Statele Unite                   | 58       | Guatemala                  | 4–1  | 7–1      | Amical                                |
| 19. | 29 mai 2016       | StubHub Center, Los Angeles, Statele Unite                   | 58       | Guatemala                  | 5–1  | 7–1      | Amical                                |
| 20. | 26 martie 2017    | Stadionul Republican Vazgen Sargsian, Erevan, Armenia        | 62       | Kazahstan                  | 1–0  | 2–0      | Calificări Cupa Mondială 2018         |
| 21. | 4 iunie 2017      | Stadionul Republican Vazgen Sargsian, Erevan, Armenia        | 63       | Sfântul Cristofor și Nevis | 2–0  | 5–0      | Amical                                |
| 22. | 4 iunie 2017      | Stadionul Republican Vazgen Sargsian, Erevan, Armenia        | 63       | Sfântul Cristofor și Nevis | 3–0  | 5–0      | Amical                                |
| 23. | 8 octombrie 2017  | Astana Arena, Astana, Kazahstan                              | 68       | Kazahstan                  | 1–0  | 1–1      | Calificări Cupa Mondială 2018         |
| 24. | 9 noiembrie 2017  | Stadionul Republican Vazgen Sargsian, Erevan, Armenia        | 69       | Belarus                    | 2–0  | 4–1      | Amical                                |
| 25. | 13 noiembrie 2017 | Stadionul Republican Vazgen Sargsian, Erevan, Armenia        | 70       | Cipru                      | 3–1  | 3–2      | Amical                                |
| 26. | 16 octombrie 2018 | Stadionul Republican Vazgen Sargsian, Erevan, Armenia        | 78       | Macedonia de Nord          | 4–0  | 4–0      | Liga Națiunilor UEFA 2018–19 - Liga D |
| 27. | 23 martie 2019    | Stadion Grbavica, Sarajevo, Bosnia și Herzegovina            | 81       | Bosnia și Herțegovina      | 1–2  | 1–2      | Calificări UEFA Euro 2020             |

## Titluri
Pyunik 
- Prima Ligă Armeană: 2006, 2007, 2008, 2009
- Cupa Armeniei: 2009
- Supercupa Armeniei: 2007, 2008

Șahtior Donețk 
- Prima Ligă din Ucraina: 2010-2011, 2011-2012, 2012-2013
- Cupa Ucrainei: 2010-2011, 2011-2012, 2012-2013
- Supercupa Ucrainei: 2012
- Prima Ligă din Ucraina: 2010-2011, 2011-2012, 2012-2013
- Cupa Ucrainei: 2010-2011, 2011-2012, 2012-2013
- Supercupa Ucrainei: 2012

Borussia Dortmund 
- DFL-Supercup : 2014

Manchester United
- FA Shield Community : 2016
- UEFA Europa League : 2016-2017

Individual
- Fotbalistul armean al anului: 2009, 2011,[134] 2012,[135] 2013,[136] 2014,[137] 2015, 2016, 2017
- Fotbalistul anului în Comunitatea Statelor Independente și Baltice: 2012,[138] 2013[8]
- Cel mai bun jucător ar Primei Ligi Ucrainene: 2012-2013
- Golgheterul Primei Ligi Ucrainene: 2012-2013[139]
- Fotbalistul anului în Prima Ligă din Ucraina: 2012[140]
- Fotbalistul anului în CIS : 2012, 2013[138]
- Jucătorul lunii în Bundesliga: aprilie 2016[141]
- Cel mai bun pasator în Bundesliga: 2015-2016[142]
- Echipa sezonului în Bundesliga: 2015-2016[143]
- Cel mai bun marcator al echipei în DFB-Pokal: 2015-2016[144]
- Jucătorul anului ales de ceilalți jucători pentru kicker: 2015-2016[87][88]
- Golul lunii în Premier League: decembrie 2016[145]
- Cele mai multe pase în Cupa EFL: 2016-217[146]
- Golul sezonului pentru Manchester United: 2016-2017 (vs. Sunderland, 27 decembrie 2016)[147]
- Echipa sezonului în UEFA Europa League: 2016-2017[148]

Decorații
- Medalia Clasa întâi pentru serviciile aduse patriei (2017)[149]